# Битва за Беэр-Шеву (1917)
Битва за Беэр-Шеву (англ. Battle of Beersheba) состоялась 31 октября 1917 года в ходе Синайско-Палестинской кампании Первой мировой войны. Переломным моментом сражения стала стремительная атака 4-й австралийской бригады лёгкой кавалерии, развернувшаяся на почти шестикилометровом участке фронта и позволившая захватить последние турецкие рубежи обороны, ворваться в город и предотвратить взрыв колодцев с питьевой водой Беэр-Шевы.

## Общий фон
Битва за Беэр-Шеву была первым и особо важным ударом широкого британского наступления, вошедшего в историю как третья битва за Газу, и целью которого был прорыв турецкой линии обороны, протянувшейся от Газы на средиземноморском побережье на полсотни километров до Беэр-Шевы, важного центра региона.
Ранее в 1917 году, две предыдущие попытки прорвать эту линию провалились. После того как вторая битва за Газу окончилась полной неудачей, генерал Арчибальд Мюррей, главнокомандующий британскими силами в Египте и Палестине, был заменён заслуженным кавалерийским военачальником, генералом Эдмундом Алленби — в прошлом командующим третьей британской армией на Западном фронте.

## План операции и силы сторон
Для организации нового наступления Алленби запросил у командования крупные подкрепления. После получения оных, командование восточных сил союзников в Палестине теперь осуществлялось штабами двух пехотных корпусов: 20-го корпуса под руководством Филиппа Четвуда и 21-го Эдуарда Бальфина. Более значимым усилением стало поступление в распоряжение Алленби трёх конных дивизий, включая только что созданную йоменскую. Она в вместе с двумя другими (состоявших преимущественно из австралийцев) дополняла собой Пустынный конный корпус, возглавлявшимся с недавнего времени генерал-лейтенантом Генри Шовелом — первым австралийцем командовавшим имперским армейским корпусом.
Британский план прорыва линии Газа—Беэр-Шева, сформулированный генералом Четвудом, основывался на опыте двух неудачных попыток фронтального штурма Газы. Турецкие защитные порядки сосредотачивались в окрестностях Газы, однако на востоке в линии фронта была довольно широкая брешь между последним редутом Газы и фортификациями Беэр-Шевы. Турки полагали, что нехватка питьевой воды (исключение составляли колодцы Беэр-Шевы) в этом регионе ограничит действия британской армии.
| Войска Антанты на Синайско-Палестинском фронте | Войска Антанты на Синайско-Палестинском фронте | Войска Антанты на Синайско-Палестинском фронте | Войска Антанты на Синайско-Палестинском фронте |
| Соединение                                     | Подразделения | Командующий                                    | Комментарии                                    |
| ---------------------------------------------- | --- | ---------------------------------------------- | ---------------------------------------------- |
| 20-й корпус                                    | 20-й корпус | Филипп Четвуд                                  |                                                |
| 10-я пехотная дивизия (ирландская)             | 29-я бригада, 30-я бригада, 31-я бригада |                                                |                                                |
| 53-я пехотная дивизия (уэльская)               | 158-я бригада (северо-уэльская), 159-я бригада (чеширская), 160-я бригада (валлийские пограничники)                                                                                         | генерал-майор С. Ф. Мотт                       |                                                |
| 60-я пехотная дивизия (2/2-я лондонская)       | 179-я бригада, 180-я бригада, 181-я бригада | генерал-майор Дж. Ши                           |                                                |
| 74-я пехотная дивизия (йоменская)              | 229-я бригада, 230-я бригада, 231-я бригада | генерал-майор Е. Ф. Гирдвуд                    |                                                |
| 21-й корпус                                    | 21-й корпус | Эдуард Бальфин                                 |                                                |
| 52-я пехотная дивизия (лоулендская)            | 155-я бригада (южно-шотландская), 156-я бригада (шотландские стрелки), 157-я бригада (горная легкопехотная), лоулендская конная бригада                                                     | генерал-майор В. Е. Б. Смит                    |                                                |
| 54-я пехотная дивизия (восточно-английская)    | 161-я бригада (эссекская), 162-я бригада (ист-мидлендская), 163-я бригада (норфолкская и саффолкская)                                                                                       | генерал-майор С. В. Хэйр                       |                                                |
| Пустынный конный корпус                        | Пустынный конный корпус | Генри Шовел                                    |                                                |
| конная дивизия АНЗАК                           | 1-я бригада лёгкой кавалерии, 2-я бригада лёгкой кавалерии, новозеландская конная стрелковая бригада, полевой санитарный отряд лёгкой кавалерии                                             | генерал-майор Эдвард Чейтор                    |                                                |
| австралийская конная дивизия                   | 3-я бригада лёгкой кавалерии, 4-я бригада лёгкой кавалерии, 5-я британская конная бригада (йоменская), 19-я британская бригада конной артиллерии, полевой санитарный отряд лёгкой кавалерии | генерал-майор Генри Ходжсон                    |                                                |
| йоменская конная дивизия                       | 6-я конная бригада, 8-я конная бригада, 22-я конная бригада, 20-я британская бригада конной артиллерии                                                                                      | генерал-майор Джордж де Симонс Барроу          |                                                |
| прикреплённые подразделения                    | имперская верблюжья бригада, 7-я конная бригада |                                                |                                                |

Четвуд же считал, что недостаток воды перенести будет легче, чем прорвать фронт в районе Газы. Поэтому он предложил нанести фланговый удар на востоке. Для этого была проделана титаническая инженерно-техническая работа по переброске сил и организации передовой базы вблизи Беэр-Шевы, позволявшей пехотным и кавалерийским войскам развернуть штурм города. Тонким местом организации был тот факт, что штурм города и захват источников должен быть молниеносным. Если бы атака была отбита, то британцы были бы вынуждены отступить на поиски питьевой воды.
По замыслу осуществлять этот план должны были две пехотные дивизии 20-го корпуса: 60-я пехотная дивизия (2/2-я лондонская) и 74-я пехотная дивизия (йоменская) — и две конные дивизии из состава Пустынного конного корпуса: австралийская и дивизия АНЗАК. Кроме того, в прямом подчинении штаба пустынного корпуса были 7-я конная бригада и имперская верблюжья бригада.
Пехота, поддерживаемая тяжёлой артиллерией, должна была атаковать Беэр-Шеву с юго-запада, где были расположены наиболее мощные турецкие укрепления, в то время как конным бригадам следовало окружать город с юга и с востока. Как только первая внешняя линия обороны была бы прорвана — это служило бы сигналом к началу кавалерийской атаки.
| Войска Антанты задействованные в битве за Беэр-Шеву | Войска Антанты задействованные в битве за Беэр-Шеву | Войска Антанты задействованные в битве за Беэр-Шеву | Войска Антанты задействованные в битве за Беэр-Шеву |
| Соединение                                          | Подразделения                                       | Состав | Командующий                                         |
| --------------------------------------------------- | --------------------------------------------------- | --- | --------------------------------------------------- |
| части 20-го корпуса                                 | части 20-го корпуса                                 | части 20-го корпуса | Филипп Четвуд                                       |
| 60-я пехотная дивизия (2/2-я лондонская)            | 179-я бригада                                       | - 2/13 лондонский полк - 2/14 лондонский полк - 2/15 лондонский полк - 2/16 лондонский полк | генерал-майор Дж. Ши                                |
| 60-я пехотная дивизия (2/2-я лондонская)            | 180-я бригада                                       | - 2/17 лондонский полк - 2/18 лондонский полк - 2/19 лондонский полк - 2/20 лондонский полк | генерал-майор Дж. Ши                                |
| 60-я пехотная дивизия (2/2-я лондонская)            | 181-я бригада                                       | - 2/21 лондонский полк - 2/22 лондонский полк - 2/23 лондонский полк - 2/24 лондонский полк | генерал-майор Дж. Ши                                |
| 74-я пехотная дивизия (йоменская)                   | 229-я бригада                                       | - 16-й девонширский полк - 12-й соммерсетский легкопехотный полк принца Альберта - 14-й шотландский полк «чёрной стражи» - 12-й королевский полк шотландских фузилёров                                        | генерал-майор Е. Ф. Гирдвуд                         |
| 74-я пехотная дивизия (йоменская)                   | 230-я бригада                                       | - 10-й исткентский полк - 15-й саффолкский полк - 16-й королевский суссекский полк - 12-й норфолкский полк | генерал-майор Е. Ф. Гирдвуд                         |
| 74-я пехотная дивизия (йоменская)                   | 231-я бригада                                       | - 24-й батальон королевских уэльских фузилёров - 25-й батальон королевских уэльских фузилёров - 24-й (пембрукский и гламорганский) батальон уэльского полка - 10-й королевский легкопехотный шропширский полк | генерал-майор Е. Ф. Гирдвуд                         |
| Пустынный конный корпус                             | Пустынный конный корпус                             | Пустынный конный корпус | Генри Шовел                                         |
| конная дивизия АНЗАК                                | 1-я бригада лёгкой кавалерии                        | - 1-й полк лёгкой кавалерии (Новый Южный Уэльс) - 2-й полк лёгкой кавалерии (Квинсленд и Северная территория) - 3-й полк лёгкой кавалерии (Южная Австралия и Тасмания)                                        | генерал-майор Эдвард Чейтор                         |
| конная дивизия АНЗАК                                | 2-я бригада лёгкой кавалерии                        | - 5-й полк лёгкой кавалерии (Квинсленд) - 6-й полк лёгкой кавалерии (Новый Южный Уэльс) - 7-й полк лёгкой кавалерии (Новый Южный Уэльс)                                                                       | генерал-майор Эдвард Чейтор                         |
| конная дивизия АНЗАК                                | новозеландская конная стрелковая бригада            | - веллингтонский конный стрелковый полк - кентерберийский конный стрелковый полк - оклендский конный стрелковый полк                                                                                          | генерал-майор Эдвард Чейтор                         |
| конная дивизия АНЗАК                                | полевой санитарный отряд лёгкой кавалерии           | - австралийский санитарный отряд лёгкой кавалерии | генерал-майор Эдвард Чейтор                         |
| австралийская конная дивизия                        | 3-я бригада лёгкой кавалерии                        | - 8-й полк лёгкой кавалерии (Виктория) - 9-й полк лёгкой кавалерии (Виктория и Южная Австралия) - 10-й полк лёгкой кавалерии (Западная Австралия)                                                             | генерал-майор Генри Ходжсон                         |
| австралийская конная дивизия                        | 4-я бригада лёгкой кавалерии                        | - 4-й полк лёгкой кавалерии (Виктория) - 11-й полк лёгкой кавалерии (Квинсленд и Южная Австралия) - 12-й полк лёгкой кавалерии (Новый Южный Уэльс)                                                            | генерал-майор Генри Ходжсон                         |
| австралийская конная дивизия                        | 5-я британская конная бригада (йоменская)           | - 1-й уорикширский полк йоменов - глостерширский королевский гусарский полк - вустерширский королевский гусарский полк                                                                                        | генерал-майор Генри Ходжсон                         |
| австралийская конная дивизия                        | 19-я британская бригада конной артиллерии           | - 1-я ноттингемширская батарея конной артиллерии - 1-я беркширская батарея конной артиллерии - батарея «A» роты почётной артиллерии - батарея «B» роты почётной артиллерии - рота подвоза боеприпасов         | генерал-майор Генри Ходжсон                         |
| австралийская конная дивизия                        | полевой санитарный отряд лёгкой кавалерии           | - австралийский санитарный отряд лёгкой кавалерии | генерал-майор Генри Ходжсон                         |
| прикреплённые подразделения                         | имперская верблюжья бригада                         | - 2 австралийских верблюжих батальона - 1 британский верблюжий батальон - 1-я гонконгская и сингапурская батарея горных орудий                                                                                | бригадный генерал Клемент Лесли Смит                |
| прикреплённые подразделения                         | 7-я конная бригада                                  | - 1-й йоменский полк шервудских рейнджеров - 1-й йоменский гусарский полк южного Ноттингемшира - 1-й хартфордширский полк йоменов - 1-я эссекская батарея конной артиллерии - рота подвоза боеприпасов        | бригадный генерал Джон Тайсон Уиган                 |

Турки были осведомлены о планах союзного командования и догадывались о месте предполагаемого удара. Так в телеграмме от 16 августа 1917 года командующему 4-й османской армией сообщалось о том, что все намерения войск Антанты были чётко видны аналитикам контрразведки. Единственное, что было не понятно — это дата начала наступления. Но вскоре и её можно было спрогнозировать, когда 25 октября 1917 года было перерезано железнодорожное сообщение у Карма, поселения между Газой и Беэр-Шевой.
Тем не менее, турки не могли рассчитать силы противника в грядущем наступлении. Британцам удалось осуществить переброску сил в тайне, более того — ввести вражескую разведку в заблуждение, подбросив турецкому конному патрулю донесение с ложными данными.
Осенью 1917 года в рассматриваемом районе держал оборону 3-й корпус 8-й османской армии, состоявший из трёх пехотных полков 27-й пехотной дивизии и 3-й кавалерийской дивизии. Два из трёх пехотных полков в основном были укомплектованы из местных жителей, арабов, не отличавшихся высокими морально-боевыми качествами. Во второй половине октября гарнизон был усилен ещё двумя полками и артиллерийским батальоном.
| Войска Османской империи задействованные в битве за Беэр-Шеву | Войска Османской империи задействованные в битве за Беэр-Шеву | Войска Османской империи задействованные в битве за Беэр-Шеву | Войска Османской империи задействованные в битве за Беэр-Шеву |
| Соединение                                                    | Подразделения                                                 | Расположение                                                  | Командующий                                                   |
| ------------------------------------------------------------- | ------------------------------------------------------------- | ------------------------------------------------------------- | ------------------------------------------------------------- |
| 3-й армейский корпус                                          | 3-й армейский корпус                                          | 3-й армейский корпус                                          | Исмет Бей                                                     |
| 27-я пехотная дивизия                                         | 81-й пехотный полк                                            | на западном фронте обороны                                    | полковник Ибрагим Бей                                         |
| 27-я пехотная дивизия                                         | 67-й пехотный полк                                            | на юго-западном фронте обороны                                | полковник Ибрагим Бей                                         |
| 27-я пехотная дивизия                                         | 48-й пехотный полк                                            | на южном фронте обороны                                       | полковник Ибрагим Бей                                         |
| 27-я пехотная дивизия                                         | 13-й артиллерийский полк                                      |                                                               | полковник Ибрагим Бей                                         |
| 3-я кавалерийская дивизия                                     | 6-й кавалерийский полк                                        | в резерве                                                     | полковник Иссад Бей                                           |
| 3-я кавалерийская дивизия                                     | 7-й кавалерийский полк                                        | в резерве                                                     | полковник Иссад Бей                                           |
| 3-я кавалерийская дивизия                                     | батарея конной артиллерии                                     |                                                               | полковник Иссад Бей                                           |
| прикреплённые подразделения                                   | 2 пехотных полка 24-й пехотной дивизии                        |                                                               |                                                               |
| прикреплённые подразделения                                   | 1 артиллерийский батальон 24-й пехотной дивизии               |                                                               |                                                               |

Количественное и качественное сопоставление войск противоборствующих сторон, участвовавших в сражении, выглядит не в пользу Османской империи. Турецкая пехотная дивизия была меньше английской по численности, уступала ей и в материально-техническом оснащении. Ко всему прочему, подразделения 27-й турецкой дивизии полностью укомплектованы по штату не были, часть техники была в неисправном состоянии.
Оборонительные сооружения города были достаточными на южных и западных окраинах, представляя собой неравномерно развитую систему окопов глубиной в человеческий рост. На востоке подобные укрепления отсутствовали и многое зависело от укреплённого редута Тель-эль-Саба в 5-ти километрах от Беэр-Шевы. Такое положение вещей делало восточный фланг наиболее уязвимым. Дополнительные препятствия на северо-востоке создавали холмы — предгорья Иудейских гор. С севера город не был защищён вовсе.